# Saint-Léger-lès-Domart
Saint-Léger-lès-Domart é uma comuna francesa na região administrativa de Altos da França, no departamento de Somme. Estende-se por uma área de 7,05 km², com 1 758 habitantes, segundo os censos de 1999, com uma densidade de 249 hab/km².